# 松岡典之
松岡 典之（まつおか のりゆき、1957年1月24日 - ）は、日本の実業家。株式会社マツオカコーポレーション代表取締役社長。広島県出身。

## 来歴
甲奴郡上下町（現:府中市）の呉服店（父が創業）に生まれる。姉妹に挟まれた長男。1970年代、既製服の需要拡大により受注が増加。1980年には、100名ほどの工員規模に成長。呉服店が工場へと発展していく様を見て育つ。小学6年の時に父が亡くなり、その後、叔父たちがバトンをつなぎ、4代目。1980年、駒澤大学経済学部卒業。家業を継ぐため、すぐに松岡繊維工業（現:マツオカコーポレーション）に入社。1995年1月、専務取締役営業部長。1996年、マツオカコーポレーションに商号変更。
2000年、代表取締役社長に就任。2017年、東京証券取引所第1部に上場。2018年、ファーストリテイリング・蝶理・東レと合弁会社PT MATSUOKA INDUSTRIES INDONESIAを設立し、インドネシアに進出。現地法人7社の社長も兼ねる

## 略歴
- 1980年4月、松岡繊維工業（現:マツオカコーポレーション）入社
- 1983年4月、営業部長
- 1991年5月、取締役営業部長
- 1995年1月、専務取締役営業部長
- 1996年　マツオカコーポレーションに商号変更
- 2000年6月、マツオカコーポレーション代表取締役社長
- 2001年6月、茉織華実業(集団)有限公司董事長
- 2002年3月、嘉興徳永紡織品有限公司董事長
- 2005年9月、上海茉織華服飾有限公司董事長
- 2006年2月、浙江茉織華貿易有限公司董事長
- 2009年5月、TM Textiles & Garments (HK) Ltd. President
- 2009年7月、TM Textiles & Garments Ltd. Director
- 2013年7月、嘉興茉織華華為制衣有限公司董事長
- 2014年6月、マツオカコーポレーション代表取締役社長兼最高経営責任者
- 2016年6月、代表取締役社長
- 2017年　VINA BIRZ CO.,LTD（BAC GIANG MATSUOKA CO.,LTD）を完全子会社化、12月に東京証券取引所第1部に上場
- 2018年　ファーストリテイリング・蝶理・東レで合弁会社PT MATSUOKA INDUSTRIES INDONESIAを設立、インドネシア進出
- 2018年6月、代表取締役社長CEO
- 2021年6月、代表取締役社長
- 2022年6月、代表取締役社長CEO兼COO[5]